# Sân bay quốc tế Nouakchott
Sân bay quốc tế Nouakchott (tiếng Pháp: Aéroport de Nouakchott) (IATA: NKC, ICAO: GQNN) là một sân bay nằm ở Nouakchott, thủ đô Mauritanie. Cho đến cuối năm 2010, sân bay này là trung tâm hoạt động của hãng Mauritania Airways. Từ đầu năm 2011, Mauritania Airlines International sẽ hoạt động tại đây.
Sân bay này bị đóng cửa trong cuộc đảo chính ngày 6 tháng 8 năm 2008.

## Các hãng hàng không và tuyến bay
| Hãng hàng không   | Các điểm đến              |
| ----------------- | ------------------------- |
| Afriqiyah Airways | Tripoli                   |
| Air Algérie       | Algiers                   |
| Air France        | Paris-Charles de Gaulle   |
| Air Mali          | Bamako                    |
| Royal Air Maroc   | Casablanca                |
| Sénégal Airlines  | Dakar [begins 25 January] |
| Tunisair          | Tunis                     |

### Vận chuyển hàng hóa
- Air France Cargo cung ứng bởi Martinair Cargo